# Sanogasta bonariensis
Sanogasta bonariensis är en spindelart som först beskrevs av Cândido Firmino de Mello-Leitão 1940. 
Sanogasta bonariensis ingår i släktet Sanogasta och familjen spökspindlar. Inga underarter finns listade i Catalogue of Life.